# Chamaemelum
Chamaemelum es un género de plantas con flores (también conocidas como Angiospermas) perteneciente a la familia Asteraceae. Tiene 125 especies descritas y solo cuatro aceptadas.

## Taxonomía
El género fue descrito por Philip Miller y publicado en  The Gardeners Dictionary...Abridged...fourth edition vol. 1. 1754.  La especie tipo es Chamaemelum nobile (L.) All.
Etimología
Chamaemelum: nombre genérico que deriva del griego chamai =  "baja, enana", y melón =  "manzana", que significa "manzana terrera"

## Especies aceptadas
- Chamaemelum fuscatum (Brot.) Vasc.
- Chamaemelum mixta All.
- Chamaemelum nobile (L.) All.
- Chamaemelum nobilis All. como sinónimo de Chaemelum nobile